# Lungisani Ndlela
Lungisani Lionel Ndlela (Francoforte sul Meno, 8 settembre 1980) è un ex calciatore sudafricano, di ruolo attaccante.

## Caratteristiche tecniche
Giocava come punta centrale.

## Carriera

### Club
Ha giocato nell'University of Pretoria fino al 2003. Nel 2003 è passato al Moroka Swallows. Nel 2004 si è trasferito al SuperSport Utd. Nel 2006 è stato acquistato dal M. Sundowns. Nel 2009 si è trasferito al Moroka Swallows. Nel 2010 è stato acquistato dallo United FC.

### Nazionale
Ha debuttato in Nazionale l'8 luglio 2005, in Sudafrica-Messico (2-1). Ha messo a segno la sua prima rete con la maglia della Nazionale il 10 luglio 2005, in Giamaica-Sudafrica (3-3), siglando la rete del momentaneo 1-2 al minuto 41. Ha partecipato, con la Nazionale, alla CONCACAF Gold Cup 2005. Ha collezionato in totale, con la maglia della Nazionale, 9 presenze e tre reti.

## Palmarès

### Club

#### Competizioni nazionali
- Premier Soccer League (Sudafrica): 1

Mamelodi Sundowns: 2006-2007
- Coppa del Sudafrica: 3

Moroka Swallows: 2003-2004
SuperSport United: 2004-2005
Mamelodi Sundowns: 2007-2008